# Studios de Babelsberg
Les studios de Babelsberg sont des studios de cinéma fondés en 1912 et situés dans le quartier de Babelsberg à Potsdam (Brandebourg) dans la banlieue sud-ouest de Berlin. Ils deviennent rapidement un des centres mondiaux de la production cinématographique tant par le nombre de films tournés que par la qualité des réalisations. Mais la période nazie sonne le glas de la créativité des studios. Après une longue période d'assoupissement pendant la période est-allemande, les studios Babelsberg ont retrouvé un rayonnement international.

## Histoire

### L'âge d'or de Babelsberg

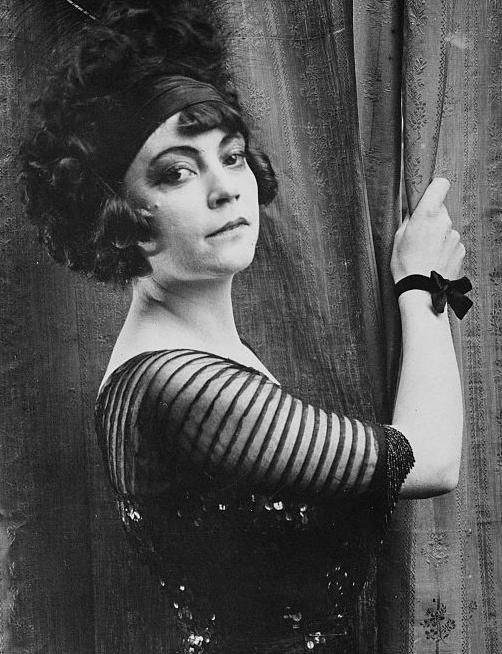
Asta Nielsen, la première star des studios de Babelsberg.

C'est en 1911 que le photographe Guido Seeber, mandaté par Erich Zeiske directeur de Deutschen Bioscop (société de production cinématographique), fait construire un grand studio dans une ancienne fabrique de fleurs artificielles, à Neubabelsberg au sud-ouest de Berlin sur un terrain de 47 hectares. Les studios de Babelsberg sont parmi les premiers studios cinématographiques construits en Europe.
Le premier film a y avoir été tourné en 1912 fut Der Totentanz avec l'actrice danoise Asta Nielsen qui devient la première star des studios. Les premiers films sont tournés en lumière naturelle, dans une sorte de serre. Mais très vite la lumière artificielle est adoptée. Elle convient à merveille au cinéma expressionniste naissant. 
Paul Wegener y tourne Le Golem en 1920, Murnau Nosferatu le vampire en 1922. Fritz Lang obtient pour le tournage de son film Metropolis la construction d'un immense plateau de 2 200 m².
Dans les années 1920, les studios sont parfois considérés comme le rival européen d'Hollywood. À partir de 1921, ils appartiennent à l'UFA qui rénove les studios à l'arrivée du cinéma parlant. L'architecte Otto Kohtz construit à l'intérieur de chaque bâtiment, un second bâtiment de manière à obtenir une isolation sonore parfaite. La qualité acoustique des studios de Babelsberg est encore appréciée aujourd'hui. 
Dans les années 1930, ceux-ci sont à la pointe de l’innovation dans les domaines de la technique cinématographique, du son et du montage. Des films prestigieux y sont tournés : L’Ange bleu de Josef von Sternberg en 1930... De grands succès français y ont été aussi tournés : Gueule d'amour de Jean Grémillon avec Jean Gabin et L'Étrange Monsieur Victor du même réalisateur avec Raimu.

### Des studios sous influences

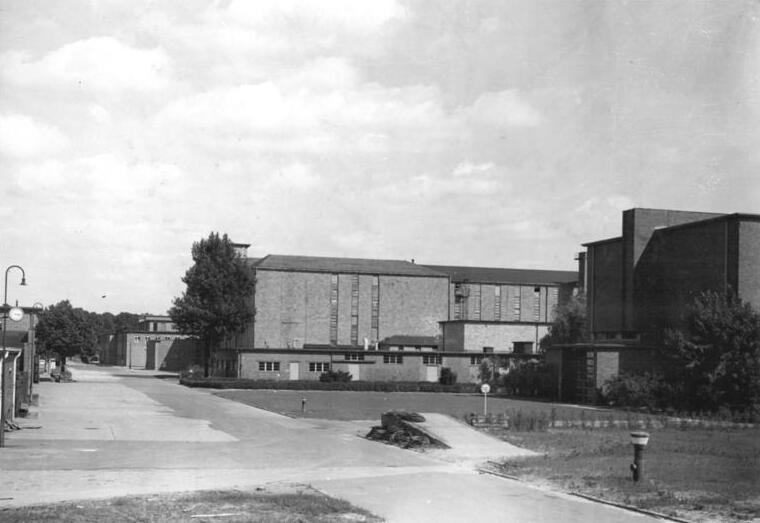
Les studios en 1952.

À l’avènement du Troisième Reich, un grand nombre d’artistes comme Billy Wilder ou Fritz Lang émigrent aux États-Unis. Goebbels en prend personnellement la direction et fonde une école de réalisation, la Deutsche Filmakademie Babelsberg, afin de former des réalisateurs répondant à l'idéal national-socialiste. Tous les membres de l'industrie cinématographique doivent adhérer à un syndicat unique : la Chambre du film du Reich (Reichsfilmkammer).  
Une récompense imitée sur le principe des oscars est créée : le Deutscher Filmpreis.  
Quelques films de propagande y sont tournés ainsi qu'un grand nombre d'œuvres cinématographiques pour la plupart sans intérêt, mais destinés à distraire le public allemand. 
Le Juif Süss de Veit Harlan reste un exemple tristement célèbre du film de propagande antisémite. Sur les 1 100 films allemands tournés sous le régime nazi environ 90 % d'entre eux seront tournés à Babelsberg. Pendant la Seconde Guerre mondiale, les studios continuent de tourner, même quand Berlin est bombardé et à moitié détruit. 
Après 1945, les studios passent sous orbite communiste. La DEFA (Deutsche Film AG) remplace UFA. De nouveaux noms apparaissent : Wolfgang Staudte, Kurt Maetzig, Slatan Dudow. Le film antifasciste est alors un genre en vogue. Le plus connu est Les assassins sont parmi nous de Wolfgang Staudte. 
Les studios sont étroitement surveillés par le parti communiste et la liberté de création est limitée. En 1965, tous les films produits sont interdits par le parti. Cependant, les studios continuent à attirer des productions internationales : des reconstitutions historiques en costumes ou des films pour enfants principalement. Certaines productions françaises de prestige y sont réalisées, comme Les Aventures de Till l'espiègle de Gérard Philipe et Joris Ivens avec Gérard Philipe (1956), Les Sorcières de Salem de Raymond Rouleau avec Yves Montand (1957), Les Misérables de Jean-Paul Le Chanois avec Jean Gabin (1958).
Après la réunification allemande en 1990, les studios de Babelsberg entrent dans une période difficile. L'État ne leur commande plus de films. Ils n'arrivent pas à attirer les producteurs occidentaux. Le nombre de personnes employées dans les studios chute alors de 2 400 à 792 en 1992.

### La renaissance des studios de Babelsberg

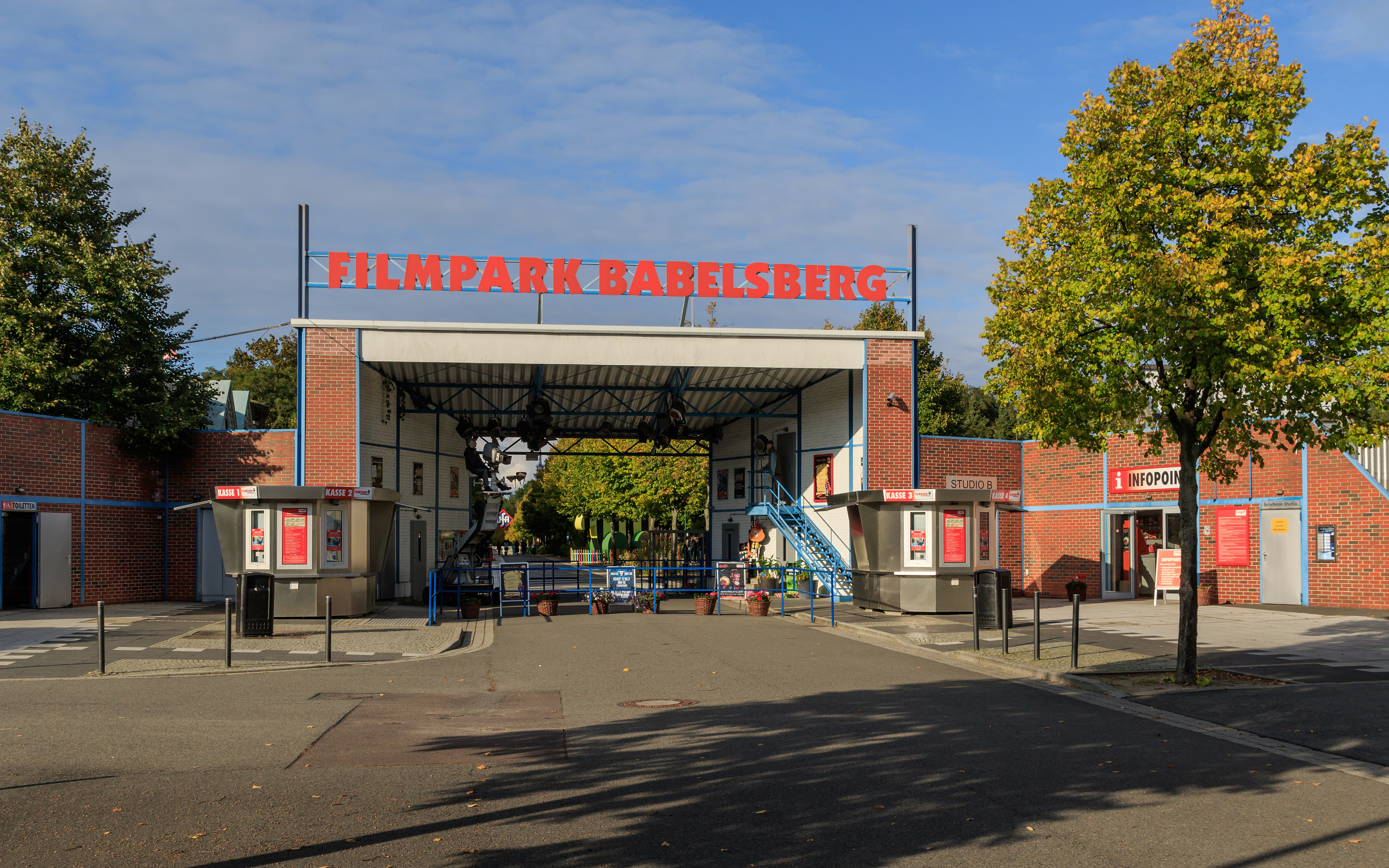
Le parc des studios de Babelsberg.

En 1992, la Compagnie générale des eaux achète les studios de Babelsberg. Au même moment, une des deux télévisions régionales du nouveau Land de Brandebourg s'y installe. De plus, les visites touristiques des mythiques studios rencontrent un franc et inattendu succès, et occupent à elles seules 120 personnes. 
En 1993, un énorme projet propose de transformer les studios en « parc média » sous la direction d'Euromedien, coentreprise de la générale des eaux et de la CIP. Babelsberg est alors divisé en différentes structures. Les lieux de tournage emploient 260 personnes. Euromedien multiplie les mesures incitatives pour attirer les maisons de production et de post-production. Le succès est au rendez-vous ; aujourd'hui, 100 sociétés employant environ 2 000 personnes sont installées à Babelsberg. Beaucoup de télévisions privées ou publiques sont aussi présentes. 70 % des productions leur sont destinées.
Cependant, des superproductions internationales sont produites, comme Stalingrad de Jean-Jacques Annaud, Monuments Men de George Clooney ou Le Pianiste de Roman Polanski.

Babelsberg bénéficie de tarifs 10 % moins chers que ceux d'Hollywood. De plus, l'État fédéral alloue des subventions aux productions tournées en Allemagne. Le décor naturel que propose la ville de Berlin est aussi très prisé des réalisateurs.